# Puchar Zdobywców Pucharów (1971/1972)
XII Puchar Europy Zdobywców Pucharów 1971/1972

(ang. European Cup Winners’ Cup)

## Runda wstępna
| Boldklubben 1909 – Austria Wiedeń 4:2 i 0:2 1 18.08 1971 0:1 Foka 37, 1:1 Thorn 47, 1:2 Foka 60, 2:2 Richter 66s, 3:2 Berg 75, 4:2 H.Andersen 80 2 28.08 1971 0:1 Foka 7, 0:2 Köglberger 43   |
| Knattspyrnufélagið Fram – Hibernians FC 0:3 i 2:0 1 28.08 1971 0:1 J.Cini 65, 0:2 C.Micaleff 70, 0:3 C.Micaleff 75 2 01.09 1971 1:0 E.Magnusson 22, 2:0 E.Magnusson 67 oba mecze w La Valetta |

## I runda
| Servette FC – Liverpool F.C. 2:1 i 0:2 1 15.09 1971 1:0 Dörfel 25, 2:0 Barriquand 48, 2:1 Lawler 80 2 29.09 1971 0:1 Hughes 27, 0:2 Heighway 57 |
| Lisburn Distillery – FC Barcelona 1:3 i 0:4 1 15.09 1971 0:1 Alfonseda 44, 0:2 Asensi 57, 1:2 O’Neill 77, 1:3 Asensi 85 2 29.09 1971 0:1 Marcial 4, 0:2 Marcial 29, 0:3 Marcial 51, 0:4 Marcial 66 |
| Dynamo Berlin – Cardiff City 1:1 i 1:1 (dog), karne 5:4 1 15.09 1971 0:1 Gibson 75, 1:1 Schütze 90 2 29.09 1971 0:1 Clark 59, 1:1 Labes 62 |
| Jeunesse Hautcharage – Chelsea F.C. 0:8 i 0:13 1 15.09 1971 0:1 Osgood 2, 0:2 Houseman 9, 0:3 Osgood 28, 0:4 Houseman 29, 0:5 Hollins 37, 0:6 Osgood 42, 0:7 Baldwin 74, 0:8 Webb 81 (mecz w Luksemburgu) 2 29.09 1971 0:1 Osgood 4, 0:2 Osgood 6, 0:3 Hudson 12, 0:4 Hollins 13k, 0:5 Webb 22, 0:6 Harris 43, 0:7 Baldwin 61, 0:8 Osgood 63, 0:9 Baldwin 69, 0:10 Houseman 78, 0:11 Osgood 81, 0:12 Osgood 85, 0:13 Baldwin 90 |
| Limerick F.C. – AC Torino 0:1 i 0:4 1 15.09 1971 0:1 Rampanti 8 2 29.09 1971 0:1 Toschi 46, 0:2 Toschi 74, 0:3 Luppi 80, 0:4 Toschi 83 |
| Dinamo Tirana – Austria Wiedeń 1:1 i 0:1 1 15.09 1971 0:1 Dirnberger 64, 1:1 Ceco 70k 2 29.09 1971 0:1 Riedl 22 |
| Stade Rennais – Rangers 1:1 i 0:1 1 15.09 1971 1:0 Redon 11, 1:1 Johnston 68 2 28.09 1971 0:1 MacDonald 37 |
| Hibernians FC – Steaua Bukareszt 0:0 i 0:1 1 14.09 1971 2 29.09 1971 0:1 Satmareanu 10 |
| Sporting CP – Lyn Fotball 4:0 i 3:0 1 15.09 1971 1:0 Yazalde 11, 2:0 Lourenço 19, 3:0 Marinho 88, 4:0 Lourenço 89 2 29.09 1971 1:0 Yazalde 35, 2:0 Dinis 42, 3:0 Yazalde 70 |
| Škoda Pilzno – Bayern Monachium 0:1 i 1:6 1 15.09 1971 0:1 Sühnholz 76 2 29.09 1971 0:1 G.Müller 1, 1:1 Bican 4, 1:2 Krauthausen 17, 1:3 Hoffmann 50, 1:4 G.Müller 74k, 1:5 Hoffmann 80, 1:6 Roth 87 |
| Komlói Bányász – FK Crvena zvezda 2:7 i 2:1 1 15.09 1971 1:0 Juhasz 14, 1:1 Karasi 19, 1:2 Filipović 33, 1:3 Antonijević 41, 2:3 Horváth 44, 2:4 Filipović 53, 2:5 Krivokuca 62, 2:6 Filipović 68, 2:7 Filipović 77 2 29.09 1971 0:1 Aćimović 25, 1:1 Juhasz 35, 2:1 Bencsik 60 |
| Olympiakos SFP – Dinamo Moskwa 0:2 i 2:1 1 15.09 1971 0:1 Kozłow 83, 0:2 Kozłow 88 2 30.09 1971 1:0 Triantafilos 6, 1:1 Szabo 15, 2:1 Gaitatzis 45 |
| Lewski Spartak Sofia – Sparta Rotterdam 1:1 i 0:2 1 16.09 1971 1:0 Panow 41, 1:1 Bosveld 81 2 29.09 1971 0:1 Kristensen 5, 0:2 Kowalik 49 |
| Zagłębie Sosnowiec – Åtvidabergs FF 3:4 i 1:1 1 15.09 1971 1:0 Jarosik 15, 1:1 Sandberg 30, 1:2 Sandberg 47, 2:2 Gzel 50, 2:3 Torstenson 62, 2:4 Edström 71, 3:4 Gałeczka 82 2 29.09 1971 1:0 Jarosik 7, 1:1 Ljunberg 15 |
| Mikkelin Palloilijat – Eskişehirspor 0:0 i 0:4 1 15.09 1971 2 29.09 1971 Fehti 4, Fehti 20, Fehti 22, Fehti 83 |
| Anorthosis Famagusta – Beerschot Antwerpia 0:7 i 0:1 1 23.09 1971 0:1 Tolsa 8, 0:2 van Opdorp 21, 0:3 Tolsa 29, 0:4 Suyckerbuyck 60, 0:5 Mertakkas 74s, 0:6 Claessen 76, 0:7 Mallants 87 2 29.09 1971 0:1 Kasprzak 89k oba mecze w Antwerpii |

## II runda
| Liverpool F.C. – Bayern Monachium 0:0 i 1:3 1 20.10 1971 2 03.11 1971 0:1 G.Müller 25, 0:2 G.Müller 27, 1:2 Evans 38, 1:3 U.Hoeness 58 |
| Åtvidabergs FF – Chelsea F.C. 0:0 i 1:1 1 20.10 1971 2 03.11 1971 0:1 Hudson 46, 1:1 Sandberg 66 |
| AC Torino – Austria Wiedeń 1:0 i 0:0 1 20.10 1971 1:0 Agroppi 81 2 03.11 1971 |
| Rangers – Sporting CP 3:2 i 3:4 (dog) 1 20.10 1971 1:0 Stein 5, 2:0 Stein 10, 3:0 Henderson 30, 3:1 Chico Faria 67, 3:2 Vagner 88 2 03.11 1971 0:1 Yazalde 25, 1:1 Stein 26, 1:2 Laranjeira 38, 2:2 Stein 46, 2:3 Pedro Gomes 87, 3:3 Henderson 100, 3:4 Peres 115 |
| Beerschot Antwerpia – Dynamo Berlin 1:3 i 1:3 1 20.10 1971 0:1 Schütze 60, 1:1 Suyckerbuyck 62, 1:2 Johannsen 80, 1:3 P.Röhde 89 2 03.11 1971 0:1 Johannsen 25, 0:2 Labes 74, 1:2 Kasprzak 76, 1:3 Becker 85                                                       |
| Sparta Rotterdam – FK Crvena zvezda 1:1 i 1:2 1 20.10 1971 0:1 Janković 17, 1:1 Bosveld 46 2 03.11 1971 0:1 Karasi 36, 1:1 Bosveld 51, 1:2 Antonijević 83 |
| FC Barcelona – Steaua Bukareszt 0:1 i 1:2 1 20.10 1971 0:1 Nastase 12 2 03.11 1971 1:0 Asensi 49, 1:1 Nastase 53, 1:2 Nastase 60 |
| Eskişehirspor – Dinamo Moskwa 0:1 i 0:1 1 20.10 1971 0:1 Kozłow 6 2 03.11 1971 0:1 Kozłow 8 |

## 1/4 finału
| Drużyna 1                            | Wynik dwumeczu | Drużyna 2        | Pierwszy mecz | Drugi mecz |
| ------------------------------------ | -------------- | ---------------- | ------------- | ---------- |
| AC Torino                            | 1-2            | Rangers          | 1-1           | 0-1        |
| Steaua Bukareszt                     | 1-1            | Bayern Monachium | 1-1           | 0-0        |
| Åtvidabergs FF                       | 2-4            | Dynamo Berlin    | 0-2           | 2-2        |
| FK Crvena zvezda                     | 2-3            | Dinamo Moskwa    | 1-2           | 1-1        |
| Po lewej gospodarz pierwszego meczu. |                |                  |               |            |

## 1/2 finału
| Drużyna 1                            | Wynik dwumeczu | Drużyna 2     | Pierwszy mecz | Drugi mecz |
| ------------------------------------ | -------------- | ------------- | ------------- | ---------- |
| Bayern Monachium                     | 1-3            | Rangers       | 1-1           | 0-2        |
| Dynamo Berlin                        | 2-2 (k. 1-4)   | Dinamo Moskwa | 1-1           | 1-1        |
| Po lewej gospodarz pierwszego meczu. |                |               |               |            |

## Finał
| 24 maja 1972 Barcelona Camp Nou (24 701) Rangers – Dinamo Moskwa 3:2 (2:0) Sędzia: José María Ortiz de Mendíbil Monasterio (Hiszpania) Bramki: 1:0 Colin Stein 23, 2:0 Willie Johnston 40, 3:0 Willie Johnston 49, 3:1 Władimir Esztrekow 60, 3:2 Aleksander Machowikow 87 Rangers Football Club (trener William Waddell): Peter McCloy – Sandy Jardine, Derek Johnstone, David Smith, Willie Mathieson, John Greig, Alfie Conn, Alex MacDonald, Tommy McLean, Colin Stein, Willie Johnston Dinamo Moskwa (trener Konstantin Bieskow): Władimir Pilguj – Władimir Basałajew, Oleg Dołmatow, Walerij Szyjkow, Władimir Dołbonosow (Michaił Gierszkowicz), Jewgienij Żukow, Anatolij Bajdaczny, Andriej Jakubik (Władimir Esztrekow), Jożef Sabo, Aleksandr Machowikow, Giennadij Jewriużychin |